# Tony Bradley (basquetebolista)
Tony Lee Bradley Jr. (Flórida, 8 de janeiro de 1998) é um jogador norte-americano de basquete profissional que atualmente joga no Indiana Pacers da National Basketball Association (NBA).
Ele jogou basquete universitário na Universidade da Carolina do Norte e foi selecionado pelo Los Angeles Lakers como a 28ª escolha geral no Draft da NBA de 2017. Logo após o Draft, ele foi trocado para o Utah Jazz.

## Carreira no ensino médio
Nascido e criado em Bartow, Flórida, Bradley jogou basquete na Bartow High School. Ele foi nomeado um McDonald's All-American em seu último ano.
Bradley escolheu a Carolina do Norte, rejeitando as ofertas de Kansas, Flórida, Flórida State, Vanderbilt, Alabama, Miami e NC State. Bradley foi classificado como um recruta cinco estrelas e foi classificado pela ESPN como o 17º melhor jogador da Classe de 2016.

## Carreira universitária
Em sua temporada de calouro, Bradley serviu como principal substituto de Kennedy Meeks e teve médias de 7,5 pontos e 5,1 rebotes em 14,6 minutos e contribuiu principalmente nos rebote ofensivo da equipe.
Após a vitória na final do Torneio da NCAA sobre Gonzaga, Bradley anunciou que declararia sua elegibilidade para o Draft da NBA de 2017 sem contratar um agente, deixando aberta a oportunidade de retornar à UNC para sua segunda temporada. Bradley acabou optando por permanecer no draft da NBA, tornando-se o terceiro jogador "one-and-done" durante a gestão de Roy Williams na UNC e o segundo entre aqueles que venceram o título nacional.

## Carreira profissional

### Utah Jazz (2017–2020)
Bradley foi selecionado pelo Los Angeles Lakers como a 28º escolha geral no Draft da NBA de 2017 e foi negociado com o Utah Jazz. Em 5 de julho de 2017, Bradley assinou um contrato de 4 anos e US$ 8.6 milhões com o Jazz.
Ele fez sua estreia na NBA em 5 de novembro contra o Houston Rockets. Ele foi designado para o afiliado do Jazz na G League, o Salt Lake City Stars em 7 de novembro, e fez sua estreia na G-League na noite seguinte, marcando 20 pontos na derrota para o Wisconsin Herd.

### Philadelphia 76ers (2020–2021)
Em 22 de novembro de 2020, Bradley e Saben Lee foram negociados com o Detroit Pistons em troca de considerações em dinheiro. Um dia depois, Bradley foi negociado com o Philadelphia 76ers em troca de Zhaire Smith.

### Oklahoma City Thunder (2021)
Em 25 de março de 2021, Bradley foi negociado com o Oklahoma City Thunder em uma troca de três equipes que também envolveu o New York Knicks.

### Chicago Bulls (2021–2023)
Em 19 de agosto de 2021, Bradley assinou um contrato de dois anos e US$ 3.8 milhões com o Chicago Bulls. Em 21 de fevereiro de 2023, Bradley foi dispensado pelos Bulls.

### Texas Legends (2023–2024)
Em 20 de outubro de 2023, Bradley assinou com o Dallas Mavericks, mas foi dispensado no mesmo dia. Em 29 de outubro, ele se juntou ao Texas Legends.

### College Park Skyhawks (2024–2025)
Em 7 de outubro de 2024, Bradley assinou com o Atlanta Hawks, mas foi dispensado no dia seguinte. Em 26 de outubro, ele se juntou ao College Park Skyhawks.

### Indiana Pacers (2025–Presente)
Em 2 de março de 2025, Bradley assinou um contrato de 10 dias com o Indiana Pacers.

## Estatísticas da carreira

### NBA

#### Temporada regular
| Ano      | Equipe        | PJ  | PT | MPJ  | AP   | 3P    | LL    | RT  | AS | BR | TO | PPJ |
| -------- | ------------- | --- | -- | ---- | ---- | ----- | ----- | --- | -- | -- | -- | --- |
| 2017–18  | Utah          | 9   | 0  | 3.2  | .273 | .000  | 1.000 | 1.2 | .1 | .0 | .0 | .9  |
| 2018–19  | Utah          | 3   | 0  | 12.0 | .500 | .000  | .500  | 5.0 | .3 | .7 | .7 | 5.7 |
| 2019–20  | Utah          | 58  | 3  | 11.4 | .667 | 1.000 | .652  | 4.6 | .4 | .2 | .6 | 4.9 |
| 2020–21  | Philadelphia  | 20  | 8  | 14.4 | .680 | .000  | .636  | 5.2 | .9 | .3 | .7 | 5.5 |
| 2020–21  | Oklahoma City | 22  | 0  | 18.0 | .656 | .000  | .705  | 6.1 | .9 | .4 | .8 | 8.7 |
| 2021–22  | Chicago       | 55  | 7  | 10.0 | .585 | —     | .655  | 3.4 | .5 | .2 | .6 | 3.0 |
| 2022–23  | Chicago       | 12  | 0  | 2.8  | .500 | .600  | 1.000 | .9  | .1 | .1 | .1 | 1.6 |
| Carreira | Carreira      | 179 | 18 | 10.2 | .551 | .266  | .735  | 3.7 | .4 | .2 | .5 | 4.3 |

#### Playoffs
| Ano      | Equipe   | PJ | PT | MPJ | AP    | 3P | LL   | RT  | AS | BR | TO | PPJ |
| -------- | -------- | -- | -- | --- | ----- | -- | ---- | --- | -- | -- | -- | --- |
| 2018     | Utah     | 1  | 0  | 2.0 | .500  | –  | –    | 1.0 | .0 | .0 | .0 | 2.0 |
| 2020     | Utah     | 6  | 0  | 8.1 | .222  | –  | .714 | 3.8 | .2 | .3 | .3 | 1.5 |
| 2022     | Chicago  | 2  | 0  | 4.0 | 1.000 | —  | —    | 2.0 | .5 | .0 | .0 | 5.0 |
| Carreira | Carreira | 9  | 0  | 4.7 | .547  | -  | .714 | 2.2 | .2 | .0 | .1 | 2.8 |

### G-League
| Ano      | Equipe         | PJ | PT | MPJ  | AP   | 3P   | LL   | RT   | AS  | BR | TO  | PPJ  |
| -------- | -------------- | -- | -- | ---- | ---- | ---- | ---- | ---- | --- | -- | --- | ---- |
| 2017–18  | Salt Lake City | 24 | 24 | 29.6 | .581 | .000 | .814 | 10.0 | 1.3 | .7 | 1.3 | 15.4 |
| 2018–19  | Salt Lake City | 20 | 20 | 25.5 | .587 | .261 | .452 | 7.0  | 1.2 | .4 | 1.0 | 13.5 |
| Carreira | Carreira       | 44 | 44 | 27.5 | .584 | .130 | .633 | 8.5  | 1.2 | .5 | 1.1 | 14.4 |

### Universitário
| Ano     | Equipe         | PJ | PT | MPJ  | AP   | 3P | LL   | RT  | AS | BR | TO | PPJ |
| ------- | -------------- | -- | -- | ---- | ---- | -- | ---- | --- | -- | -- | -- | --- |
| 2016–17 | North Carolina | 38 | 0  | 14.6 | .573 | –  | .619 | 5.1 | .6 | .3 | .6 | 7.1 |

Fonte: